# Kandalloor
Kandalloor es una ciudad censal situada en el distrito de Alappuzha en el estado de Kerala (India). Su población es de 19925 habitantes (2011). Se encuentra a 42 km de Alappuzha.

## Demografía
Según el censo de 2011 la población de Kandalloor era de 19925 habitantes, de los cuales 9068 eran hombres y 10857 eran mujeres. Kandalloor tiene una tasa media de alfabetización del 95,26%, superior a la media estatal del 94%: la alfabetización masculina es del 97,17%, y la alfabetización femenina del 93,68%.